# Nordamerikanische Rötelmaus

Verbreitungsgebiet

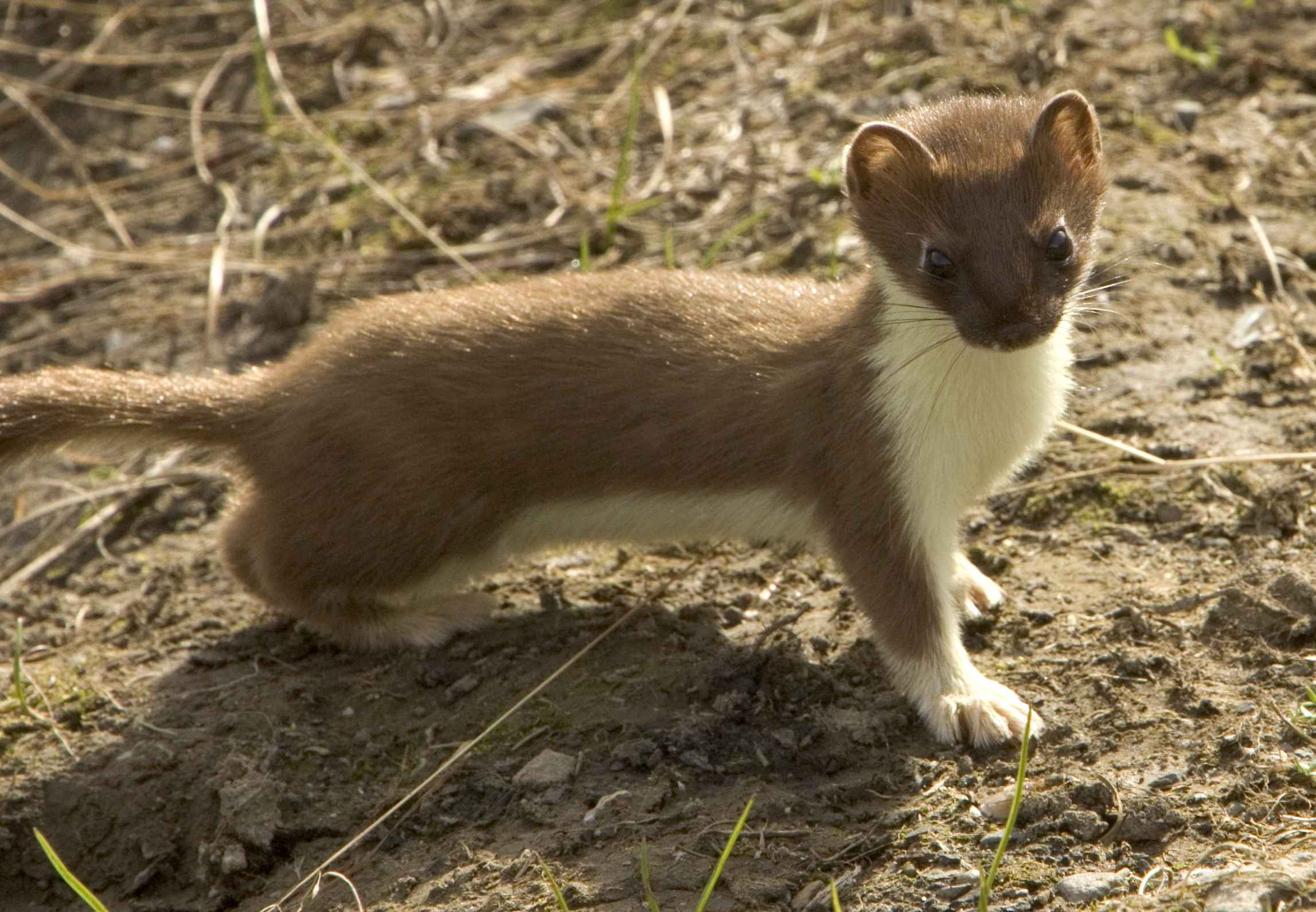
Hermelin, ein Hauptfressfeind

Die Nordamerikanische Rötelmaus (Myodes gapperi) ist ein in Nordamerika lebendes Nagetier (Rodentia) innerhalb der Gattung der Rötelmäuse (Myodes). In der Literatur ist die Art zuweilen als Clethrionomys gapperi zu finden.

## Merkmale
Die Nordamerikanische Rötelmaus ist eine kleine Wühlmaus mit kastanienbrauner bis gelblich brauner Behaarung auf der Oberseite. Die Bauchhaare zeigen zuweilen weißliche Spitzen, wodurch ein silbriges Aussehen entsteht. Das Sommerfell ist dunkler als das Winterfell. Der Schwanz ist zweifarbig, mit schwarzbrauner Ober- sowie weißlicher Unterseite und dünner Behaarung. Messungen ergaben eine Gesamtlänge der Tiere zwischen 116 und 172 Millimetern, wobei eine Schwanzlänge zwischen 30 und 50 Millimetern festgestellt wurde. Das Gewicht variiert sehr stark und liegt zwischen 6 und 42 Gramm. Die Zahnformel lautet I1/1-C0/0-P0/0-M3/3, insgesamt 16.

## Ähnliche Arten
Die Polarrötelmaus (Myodes rutilus) unterscheidet sich durch einen buschig behaarten Schwanz. Da diese Art nur in Alaska, dem Norden Kanadas sowie im Norden Eurasiens vorkommt, gibt es keine geographische Überlappung mit der Nordamerikanischen Rötelmaus. Auch die sehr ähnliche Rötelmaus (Myodes glareolus) kommt in Nordamerika nicht vor. Die Westamerikanische Rötelmaus (Myodes californicus) unterscheidet sich durch die überwiegend graue Behaarung.

## Verbreitung, Lebensraum und Gefährdung
Nordamerikanische Rötelmäuse kommen im Süden und Südosten Kanadas sowie im Norden der USA verbreitet vor. Die südlichsten Verbreitungsspitzen reichen bis New Mexico sowie in den Norden von Georgia. Sie leben bevorzugt in Nadel-, Laub- und Mischwäldern mit reichlich Bruchholz, verrottenden Stämmen und freiliegenden Wurzeln. Sie kommen ebenfalls in Tannenmooren, Tundragebieten, Strauchgemeinschaften, auf Felskämmen sowie in Prärielandschaften vor. Die Art ist in viele Unterarten aufgegliedert und wird von der Weltnaturschutzorganisation IUCN als „Least Concern = nicht gefährdet“ klassifiziert.

## Lebensweise
Die Nordamerikanische Rötelmaus ist überwiegend nachtaktiv. Sie lebt in unterirdischen Höhlen, die sie gerne übernehmen, wenn sie von anderen kleinen Säugetieren verlassen wurden. Selbst gebaute Nester sind einfach, meist kugelförmig und werden mit  Gras, Moos und trockenen Blättern ausgekleidet. Tunnelsysteme oder Laufwege werden in der Regel nicht selbst angelegt, sondern es werden bereits vorhandene genutzt.
Nordamerikanische Rötelmäuse sind Allesfresser, die ihre Ernährung je nach Jahreszeit und Verfügbarkeit ausrichten. So nehmen sie Grünpflanzen, Nüsse, Samen, Beeren, Früchte, Moose, Flechten, Farne, Pilze, Wurzeln, Rinde sowie auch Gliederfüßer (Arthropoda) als Nahrung an.
Die Brutzeit dauert ca. sieben Monate und reicht vom Ende des Winters bis zum Herbst. Ein Weibchen wirft zwei bis acht Junge, die nach einer Tragzeit von 17 bis 19 Tagen geboren werden. Sie werden bereits nach zwei bis vier Monaten geschlechtsreif.
Die Nordamerikanische Rötelmaus hat eine Vielzahl von Fressfeinden. In Minnesota wird sie in erster Linie vom Hermelin (Mustela erminea) erbeutet, während sie in Alberta vornehmlich vom Breitflügelbussard (Buteo platypterus) geschlagen wird.